# 中島芽生
中島 芽生（なかじま めい、1990年4月21日 - ）は、日本テレビのアナウンサー。

## 来歴
大阪府大阪市出身。大阪教育大学附属高等学校平野校舎、慶應義塾大学法学部法律学科卒業。
大学在学時には『BSフジNEWS』や『U・LA・LA@7』（TOKYO MX）に出演経験がある。
2013年入社。同期入社は郡司恭子、後藤晴菜、川畑一志。5月31日、『ZIP!』と『スッキリ!!』で同期入社アナウンサーと共に初お披露目された。6月19日、『ZIP!』でアナウンサーデビュー。2014年3月28日までSHOWBIZキャスターを務めた。
2014年3月24日より、前任の小熊美香に代わり『news every.』のキャスターを担当。2023年3月29日に卒業。
2016年7月10日より、『ZERO×選挙』のキャスターを担当。
2018年2月25日、大学の先輩にあたる会社員と結婚。
2019年10月6日より、『シューイチ』にレギュラー出演。2023年3月26日に卒業。
2024年9月27日、出演中の『news zero』で、妊娠と番組卒業を発表。

## 人物
名前の由来は「芽生える」。左利き。

### 趣味・特技
趣味は宝塚歌劇団・劇団四季・落語等の舞台鑑賞。

### 免許・資格
資格は日本漢字能力検定2級。好きな言葉は「食は人生を豊かにする」。現場で見たもの、感じたことを伝えているときに、アナウンサーとしてやりがいを感じる。

### 交友関係
他局で同期入社のアナウンサーであるテレビ東京の西野志海(2022年6月6日退社)・福田典子、北海道テレビ放送の高橋春花とは学生時代から親交がある。

### エピソード
中学・高校時代、エリザベートに憧れ宝塚音楽学校を目指していた。受験資格が認められている中学3年から高校3年までの計4回受験したが合格には至らなかった。なお、宝塚音楽学校の合格率は4％前後（1,000人受験して合格者は40人）。宝塚音楽学校の受験票に、表彰されたことを申告する欄があり、そこに記載したいためにアナウンスコンクールを受験。大阪大会で優勝している。
スペイン旅行した際に見た絵画に感動し、美術館巡りに熱を入れている。
広島の被爆3世と明かしている。

## 出演番組
太字は、出演中

### 日本テレビアナウンサー勤務時
- ZIP!
  - 水 - 金曜SHOWBIZキャスター（2013年6月19日 - 2014年3月28日）
  - 郡司恭子の代理[18]（2015年2月23日）
  - MOCO'Sキッチン - ナレーション（2015年3月30日 - 2018年9月28日）
  - 徳島えりかの代理（2018年8月6日 - 8日、2019年7月15日 - 17日）
  - 畑下由佳の代理（2022年11月24日・25日）
- 深層NEWS（BS日テレ）
  - ニュース・天気担当（2013年9月30日 - 2016年12月23日、不定期）
  - 滝菜月の代理[19]（2017年9月1日）
- ウラカタ（2013年10月7日 - 2016年3月27日、不定期出演） - 進行
- 笑点 アナウンサー大喜利（2014年1月5日、2015年7月26日、2016年3月13日、2017年5月14日、2018年1月7日） - 解答者
- news every. - キャスター
  - 月 - 木曜第1部サブ、全曜日第2・3部サブ（2014年3月24日 - 2016年3月25日）
  - 全曜日サブ（2016年3月28日 - 2017年3月31日）
  - 第1部メイン（金曜）・サブ（月 - 木曜）、全曜日第2・3部サブ（2017年4月3日 - 2018年6月6日）
  - 全曜日第1部メイン、第2・3部サブ（2018年6月7日 - 2019年9月27日）
  - 月 - 木曜第1部メイン、全曜日第2・3部サブ（2019年9月30日 - 2020年9月24日）
  - 木・金曜サブ（2020年10月1日 - 2021年6月4日）
  - 月 - 水曜サブ（2021年6月7日 - 2023年3月29日）
  - 近野宏明の代理（2022年2月21日）
  - 土曜版（2022年10月29日、2023年2月18日）[20]
- アイドルの穴〜日テレジェニックを探せ!〜（2014年4月6日 - 6月22日、不定期出演） - アシスタント
- ヒルナンデス!（2014年10月17日、2015年3月6日・9月7日・11日、2016年9月30日） - 水卜麻美の代理
- news zero
  - 久野静香の代理（2015年6月26日・9月25日）
  - 岩本乃蒼の代理（2018年9月17日 - 20日、2019年1月22日）
  - 水・木曜ニュースキャスター（2023年4月5日 - 2024年3月28日）
  - 金曜メインキャスター（2023年4月7日 - 2024年9月27日）
  - 木曜ニュースキャスター（2024年4月4日 - 9月26日）
- NNNニュースサンデー（2016年1月3日 - 6月5日、シフト勤務）
- NNNストレイトニュース
  - 森富美の代理（2016年1月28日・29日、2021年1月20日・27日、2022年12月15日）
  - 杉上佐智枝の代理（2020年10月20日）
  - 杉野真実の代理（2022年10月29日、2023年2月18日、2024年7月16日・9月23日）
  - 水曜担当（2024年4月3日 - 2024年10月30日）
- zero選挙（2016年7月10日、2017年10月22日、2019年7月21日、2021年10月31日、2022年7月11日） - 開票速報
- NNNニュース&スポーツ（2016年12月26日 - 29日、2021年1月3日、2023年12月28日・29日、NEWS ZERO休止時の代替番組として放送） - キャスター
- 内村てらす（2017年8月3日 - 2018年3月30日） - アシスタント
- スッキリ!!→スッキリ
  - 岩本乃蒼の代理（2017年9月14日・15日）
  - 水卜麻美の代理（2018年5月21日 - 23日）
  - ニュースキャスター（2020年10月20日、2021年1月20日・27日、2022年12月15日）[21]
  - 岩田絵里奈の代理（2022年8月10日）[22][23]
- シューイチ（2019年10月6日 - 2023年3月26日） - ニュースキャスター
- 夜バゲット（2020年9月19日・26日、2021年5月14日） - プレゼンター
- アプレジェンヌ 〜日テレ大劇場へようこそ〜[24]（日テレNEWS24、2021年12月11日 - 、月1回） - MC[25]
- 情報ライブ ミヤネ屋（読売テレビ制作） - ニュースキャスター
  - 森富美の代理（2022年12月15日）
  - 水曜担当（2024年4月3日 - 2024年10月30日）
- DayDay.（2023年4月4日 - 2024年10月29日） - 火曜ナレーター

### 日本テレビ入社前
- U・LA・LA@7（TOKYO MX、2011年1月4日 - 6月30日） - 第5期学生アナウンサー
- BSフジNEWS（BSフジ、2011年7月 - 9月） - 第21期学生キャスター